# Драконы зимней ночи
«Драконы зимней ночи» (англ. «Dragons of Winter Night») — вторая книга из цикла Dragonlance написанная создателями сеттинга. Это второй том из Трилогии Хроник. Книга состоит из «Песни о девяти героях», вступления «Пролог. Молот», «Книги первой» состоящей из 12 глав и «Песни о Ледовом Страннике», «Книги второй» состоящей из 10 глав и «Книги третьей» состоящей из 15 глав.
Книга повествует о зимнем периоде Войны Копья.
В первой книге рассказывается о путешествии Героев Копья в Тарсис — когда-то большой и цветущий город-порт, после Катаклизма впавший в упадок. Здесь герои впервые находят информацию о Глазах Драконов — древних артефактов, которые создали маги для управления драконами. В этом городе герои встретили троих соламнийских рыцарей и эльфийскую принцессу Эльхану Звёздный Ветер из Сильванести и разбились на отдельные отряды. Золотая Луна, Речной Ветер, Танис, близнецы, Эльхана Звёздный Ветер и Тика попадают в страну эльфов Сильванести, где властвует страшная "грёза" (тёмная магия) сошедшего с ума повелителя эльфов Лорака. Герои проходят в башню Лорака и расколдовывают его, при этом они видят собственную судьбу.  
В книге второй описывается путешествие морем Лораны, её брата Гилтанаса, Стурма, Флинта, Тассельхофа и Дерека Хранителя Венца (Соламнийский Рыцарь) на остров Южный Эргот с целью доставки Глаза Дракона на Санкрист. В предисловии северянин Раггарт рассказывает, как они победили повелителя драконов Феал-Хаса (при этом погибли двое из трёх соламнийских рыцарей). На южном Эрготе нашли пристанище эльфы из разгромленного Квалинести. Брат Лораны Гилтанас встречает "эльфийскую" девушку Сильвару, которая на самом деле оказывается серебряной драконицей.   
В третьей книге описывается Совет Белокамня (международное собрание глав народов). Лорана предлагает кузнецу Теросу выковать копья для сражения с тёмными драконами. На корабле шкипера Маквесты Кар-Тхон Танис встречает Берема - человека с драгоценным камнем в груди. Он встречает свою давнюю любовь - Китиару, ставшую Повелителем драконов. Китиара рассказывает, что богиня Такхизис ищет Берема. Войска Такхизис осаждают Башню Верховного Жреца. После гибели самонадеянного Дерека Стурм возглавляет гарнизон. Защитники размещают Глаз дракона в середине Башни, заманивают туда нескольких драконов и губят их. Китиара убивает ударом копья Стурма.  
Впервые книга была издана в 1985 году.
На русском языке произведение впервые было издано издательством «Северо-запад» в 1994 году. В 1996 году книгу переиздало издательство "Азбука". В конце 2002 года книга была переиздана в новом оформлении издательством "Максима".